# Ludvig Lindström
Ludvig Johan Lindström, född 2 oktober 1884 i Björneborg, död 12 maj 1971 i Vasa, var en finlandssvensk läkare. Han var far till Björn Lindström. 
Lindström blev medicine och kirurgie doktor 1921. Han var en ansedd kirurg; han tjänstgjorde 1916–1954 som överläkare vid Vasa stads sjukhus. Han intog en central plats i stadens offentliga och kulturella liv samt i olika läkarsammanslutningar. I början av finska inbördeskriget organiserade han som arméns överläkare sanitetsvården på den vita sidan. Lindström spelade en viktig roll i Wasa Teaters historia; han var från 1931 ordförande i teaterstyrelsen och blev 1953 även ordförande i Stiftelsen Wasa Teater. Han tilldelades professors titel 1948.